# Helvella phlebophora
Helvella phlebophora Pat. & Doass. – gatunek grzybów z rodziny piestrzycowatych (Helvellaceae).

## Systematyka i nazewnictwo
Pozycja w klasyfikacji według Index Fungorum: Helvella, Helvellaceae, Pezizales, Pezizomycetidae, Pezizomycetes, Pezizomycotina, Ascomycota, Fungi.
Po raz pierwszy takson ten opisali w 1886 r. Narcisse Théophile Patouillard i Jacques Emile Doassans. Nadana przez nich nazwa jest ważna do dzisiaj.
Synonimy:
- Aleuria phlebophora (Pat. & Doass.) Gillet 1886
- Globopilea phlebophora (Pat. & Doass.) Beauseign. 1926[2].

## Morfologia
Owocnik
Składający się z kapelusza i trzonu. Kapelusz o średnicy 1–3(-4,5) cm, początkowo o kształcie piramidalnym, nieregularnie pofalowany, wygięty, lekko podwinięty w kierunku trzonu, ale nigdy nie zrośnięty z nim, potem nieco bardziej rozpostarty. Powierzchnia dolna gładka, szara, szaroczarna, niebieskoszara, górna nieco jaśniejsza, z podłużnymi bruzdami. Trzon brudnobiaławy do ochrowożółtego z podłużnymi bruzdami.
Cechy mikroskopowe
Worki 220-280 × 12–17 μm, cylindryczne, 8-zarodnikowe, jednorzędowe. Parafizy cylindryczne, z wierzchołkami pogrubionymi do 7 μm, septowane. Askospory 14,5–18 × 10–12,5 μm, elipsoidalne, szkliste, gładkie, z dużą, centralną gutulą.
Gatunki podobne
Wśród gatunków występujących w Polsce nieco podobna jest piestrzyca zatokowata (Helvella lacunosa).

## Występowanie i siedlisko
Helvella phlebophora znana jest w niektórych krajach Europy, podano też jedno stanowisko w Rosji nad Morzem Czarnym. Jest bardzo rzadki. W Polsce do 2006 r. w piśmiennictwie naukowym podano tylko jedno stanowisko, w późniejszych latach podano kilka nowych jego stanowisk. Aktualne stanowiska podaje także internetowy atlas grzybów. Znajduje się w nim na liście gatunków zagrożonych i wartych objęcia ochroną.
Grzyb naziemny. Występuje w lasach liściastych, zwłaszcza z bukami, dębami, brzozami, leszczyną, grabem, wzdłuż zacienionych przydroży na glebach porośniętych mchem, na szczątkach roślin, glebach żyznych, wapiennych. Owocniki tworzy od wiosny do późnego lata, przeważnie pojedynczo, rzadko gromadnie.